# Пинеда, Эрик
Эрик Адонис Пинеда Кастрильо (исп. Erick Adonis Pineda Castrillo; 2 апреля 1997, Гуанакасте, Коста-Рика) — коста-риканский футболист, вратарь клуба «Спортинг» Сан-Хосе.

## Клубная карьера
Пинеда — воспитанник клуба «Алахуэленсе». 15 декабря 2016 года в матче против «Сантос де Гуапилес» он дебютировал в чемпионате Коста-Рики.

## Международная карьера
В 2017 году Пинеда в составе молодёжной сборной Коста-Рики принял участие в молодёжном чемпионате мира в Южной Корее. На турнире он сыграл в матчах против команд Ирана, Португалии, Замбии и Англии.